# Tenuicollis finalis
Tenuicollis finalis es una especie de coleóptero de la familia Anthicidae.

## Distribución geográfica
Habita en Afganistán.